# ムハンマド・フセイン・ファドラッラー
ムハンマド・フセイン・ファドラッラー（アラビア語: محمد حسين فضل الله、1935年11月16日 - 2010年7月4日）はレバノンのシーア派イスラームの最高位権威法学者（大アーヤトッラー）。

## 来歴
1935年、イラクのナジャフで出生。1966年に両親の出身地レバノンに戻りシーア派社会の覚醒に貢献した。
イスラエルがレバノンに侵攻した1982年以降は、「防衛的ジハード」を呼びかけイスラエルの承認や関係正常化を禁止するファトワーを出し、テロを諌めるなど「現実主義者」として知られる。
2010年7月4日にベイルートで死去。74歳だった。